# Manuel Farràs i Baró
Manuel Farràs i Baró (Tremp, Pallars Jussà, 24 de gener de 1899 - Ciutat de Mèxic, 8 de juliol de 1974) va ser un polític republicà català d'orientació socialista i catalanista, membre de l'anomenat Govern de Guerra de l'Ajuntament de Sabadell (1936-39), del Comitè Local Antifeixista, del Comitè Local de Defensa de Sabadell i conseller de Sanitat i Assistència Social encarregat del Comitè Comarcal d'Ajuda als Refugiats.
Fou el darrer batlle de Sabadell (excepte els postrems 8 dies de Miquel Bertran i Oleart), representant oficial a Catalunya del govern de la Segona República Espanyola, fins a la caiguda de Sabadell en mans nacionals el gener de 1939 durant la Guerra Civil espanyola.

## Orígens

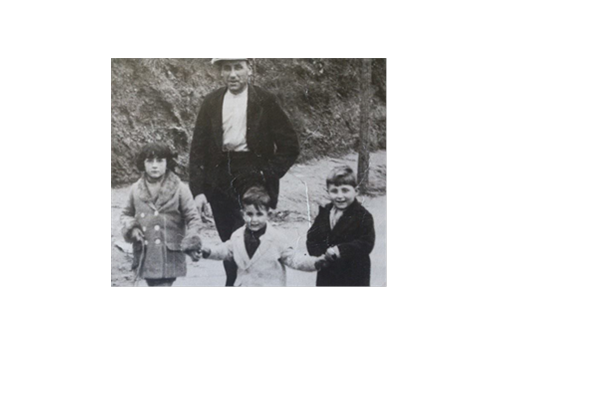
Manuel Farràs a Catalunya (ca 1936) passejant per un bosc prop a Sabadell amb els seus fills (de esquerra a dreta: Pepita, Antoni i Ricard)

Fou el tercer de 5 fills: 3 dones (Lluïsa, Dolors i Assumpció) i 2 homes (Manuel i Antoni), fills tots cinc de Pere i Josepa, uns modestos treballadors que varen emigrar amb el seus fills cap a Sabadell des de Tremp. Assistí a l'Escola Industrial d'Arts i Oficis de Sabadell. Des de molt jove va treballar al ram de la construcció com a paleta i, més tard, a l'empresa tèxtil La Llanera, on feu amics, companys i contactà amb diverses personalitats del àmbit sindicalista i socialista. Fou també un esportista aficionat al ciclisme, que va participà a curses com la Volta Ciclista a Catalunya i. abans de la Guerra, representà Sabadell en diverses competicions a França sota el patrocini de la firma italiana de bicicletes Bianchi.

## Militància política
Militant del moviment Unió Socialista de Catalunya i posteriorment del Partit Socialista Unificat de Catalunya, durant el període de Josep Moix i Regàs (també militant de l'USC), va rebre l'encàrrec de dirigir a Sabadell el Programa d'Atenció i Assistència a Refugiats, desenvolupat en plena Guerra Civil a tots els territoris governats per la República. Arran de la convocatòria feta a Josep Moix (batlle de Sabadell) per part del president de govern de la República Espanyola Juan Negrín, per a la seva integració al gabinet espanyol en qualitat de ministre de Treball, Manuel Farràs fou nomenat batlle de Sabadell el 26 d'agost de 1938 exiliant-se el 6 de febrer de 1939.

## Vida a l'exili

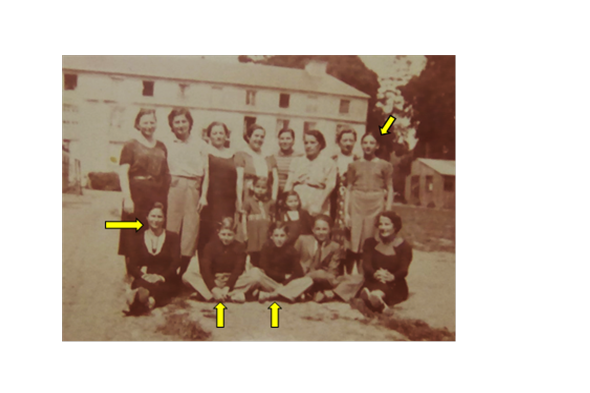
Dia de Festa al Camp de Concentració a França (ca.1941) on es trobaven entre altres dones republicanes, refugiades de guerra espanyoles amb els seus fills, la dona i els fills de Manuel Farràs i Baró Assentats: amb vestit i camisses negres, Mercè Albert i Fugueras (dona), Ricard, i Antoni Farràs i Albert (fills). En Peus: Josefina Pepita Farràs i Albert (filla).

Després de la derrota militar de la República Espanyola, Manuel Farràs estigué internat al camp de concentració de Bram. Els homes es concentraven en camps separats física i geogràficament dels de les dones i llurs famílies. L'any 1940 i amb l'ajuda del SERE, dirigit per Josep Moix i Regàs, Manuel Farràs aconseguí reunir-se amb la seva dona, Mercè Albert i Fugueras, i els seus tres fills, Pepita –Josefina–, Ricard i Antoni Farràs i Albert, per partir l'any cap a Mèxic a l'exili. El 19 de juny de 1940 s'embarcaren al port de Bordeus, primer al vaixell Cuba i després al Saint Domingue, fins amarrar al port de Coatzacoalcos, el 26 de juliol de 1940.
A Mèxic, Manuel Farràs formà part del Centro Republicano Español, (important institució cultural i política que va donar peu a la conformació del Col·legi de Mèxic) seu, a la Ciutat de Mèxic, del Govern de la República Espanyola a l'Exili, instància reconeguda oficialment pel govern mexicà de Lázaro Cárdenas i per tots els governs mexicans successius fins a la mort de Franco i la fi de la dictadura (a prop de 40 anys) a Espanya. Durant aquest període, Mèxic havia trencat les relacions diplomàtiques amb Espanya.